# 이야기 속으로의 에피소드 목록 (1999년)
이 문서에서는 대한민국의 문화방송 MBC TV에서 방송되었던 성공 다큐멘터리 프로그램 《이야기 속으로》의 1999년 에피소드 목록을 나열한다.

## 에피소드 목록
| 회차  | 방송일   | 부제 (서브 타이틀)        | 풀영상 | 비고 |
| ----- | -------- | ------------------------- | ------ | ---- |
| 113회 | 1월 8일  | 신년 특집 - 아이들의 실종 |        |      |
| 114회 | 1월 22일 | 코믹 이야기               |        |      |
| 114회 | 1월 22일 | 귀신 및 영혼 체험 이야기  |        |      |
| 114회 | 1월 22일 | 미스터리 이야기           |        |      |
| 114회 | 1월 22일 | 감동                      |        |      |